# ドラクマ
ドラクマ（ギリシア語: 単数形 δραχμή、複数形 δραχμές または δραχμαί、英語: Drachma）は、古代ギリシアおよびヘレニズム世界で広く用いられた通貨の単位。同時に近代に入ってから復活し、ユーロが導入される前のギリシャで用いられていた通貨単位でもあった。ダラクマとも表記される。
略号はGRD。通貨記号は₯（ユニコードではU+20AF）で、しばしばギリシア語で"Δρ"とも表記される。

## 古代

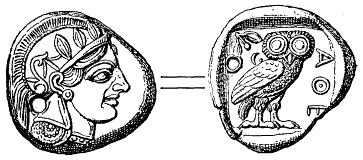
紀元前490年頃アテネで用いられていた4ドラクマ硬貨

ドラクマという名前は「つかむ」という意味の動詞「ドゥラットー（ギリシア語: δράττω）」に由来している。これはもともとドラクマが手のひらいっぱいの量の金属塊にあたる6ゴーコスに相当したからである。オボロイ（単数：オボロス）は、紀元前11世紀以降使われていた通貨単位である。
紀元前5世紀以降、アテネでつくられた四ドラクマ硬貨は、アレクサンドロス大王以前のギリシア世界でもっとも広く用いられた硬貨であった。このコインでは、表に兜を被ったアテナ女神の胸像が彫られており、裏にはアテナの使いフクロウの像が彫られていた。通常この硬貨は、フクロウを意味するグラウカイ（ギリシア語: γλαῦκαι）と呼ばれていた。この裏面は、ギリシアの1ユーロ硬貨の意匠にも用いられている。
アレクサンドロス大王の東征の後、ドラクマ硬貨は大王の征服した中東諸国で広く流通するようになった。ディアドコイたちの諸国でもこれは引き継がれ、プトレマイオス朝エジプトでも用いられていた。イスラム教以前の中東諸国で用いられていた通貨単位であったディルハム（アラビア語: درهم）もドラクマの名に由来するものであることがわかっている。ディルハムはモロッコとアラブ首長国連邦ではいまだに用いられている。アルメニアのドラムという通貨単位もまたドラクマに由来するものである。
ドラクマは、紀元前3世紀以降ローマ領の地域でも流通した。ドラクマは長期にわたって広大な地域に流通したため、現代の貨幣価値への換算は難しいが、紀元前5世紀の1ドラクマは、1990年の25ドルに相当するという研究がある。研究者たちは、ローマ帝国の初期には1ドラクマは労働者の一日の賃金であったという。
ドラクマ銀貨が、ローマ帝国の領域内で広く用いられたことは、新約聖書にドラクマの名が現れることからもわかる。たとえば『ルカによる福音書』15:8がドラクマ銀貨に言及している。また『マタイによる福音書』17:27で、イエス・キリストの一行が、奇跡を起こして神殿税として魚から取り出すのもドラクマ銀貨であると考えられる。
ドラクマ硬貨は、重さの単位としても使用されていた。1ドラクマは、およそ4.3グラムに相当する。

### 価値
- 6オボルス=1ドラクマ
- 100ドラクマ=1ミナ（ムナ）
- 60ミナ=1アテネ・タレント
- ミナとタレントは実際に作られた貨幣でなく、計算上の通貨単位である。金や銀の量によって代えられた。

## 近代・現代
ドラクマは、ギリシャの成立とともに、1832年にフェニックスに変わる通貨単位として復活した。1868年にギリシアはラテン通貨連盟に加盟し、ドラクマは1フランス・フランと等価であると定められた。1941年から1944年にかけてのナチス・ドイツの占領時代には、ハイパーインフレーションが発生し、ドラクマはほとんど無価値になった。1944年には占領下で新ドラクマへの切り上げ（デノミネーション）が行われたが、1新ドラクマは500億旧ドラクマにあたるというひどいものだった。1953年、疲弊した経済を立て直すべくギリシアは西側諸国の一員としてブレトン・ウッズ体制に加わり、それに伴って1954年に、改めて旧ドラクマから新ドラクマへの切り上げが行われた。その時の換算は新1対旧1000であった。この新ドラクマ30に対して1アメリカ合衆国ドルという換算が行われることになった。
1973年にブレトン・ウッズ体制が廃止されると、ドラクマの価値は下がり続け、2000年には1米ドルが400ドラクマになっていた。
2001年1月1日、ギリシャは欧州連合に加入し、移行期間を経て、ドラクマからユーロへの切り替えが行われた。この時の為替レートは1ユーロが340.75ドラクマというものであった。2004年3月1日までは、ドラクマ硬貨のユーロへの交換が認められていた。紙幣なら2012年3月1日までドラクマの使用が認められていた。

### ユーロ切り替え前
- 100ドラクマ - アテナ、アダム・アンティノス・コライス、アルカディ修道院（29.35ユーロセント）
- 200ドラクマ - リガス・ヴェレスティンリス・フェレオス（58.69ユーロセント）
- 500ドラクマ - イオアニス・カポディストリアス（1.47ユーロ）
- 1,000ドラクマ - アポロン（2.93ユーロ）
- 5,000ドラクマ - テオドロス・コロコトロニス（14.67ユーロ）
- 10,000ドラクマ - ゲオルギオス・パパニコロウ、アスクレピオス（29.35ユーロ）

## 記号の符号位置
| 記号 | Unicode | JIS X 0213 | 文字参照         | 名称         |
| ---- | ------- | ---------- | ---------------- | ------------ |
| ₯    | U+20AF  | -          | &#x20AF; &#8367; | ドラクマ記号 |